# Саркофаг из Агија Тријаде
Саркофаг из Агија Тријаде је минојски саркофаг, од кречњака, дужине 137 cm, датиран у око 1400. годину пре нове ере или неколико деценија касније, ископан из коморне гробнице у Агија Тријади на Криту 1903. године, а сада изложен у Археолошком музеју у Хераклиону на Криту.
Јединствен за такав комад из овог периода на Криту, обложен је гипсом и осликан фрескама са свих страна. За разлику од старих Египћана, Минојци су користили фреске само за украшавање палата и кућа за уживање живих, а не за погребну употребу.  То је једини до сада откривен кречњачки саркофаг те ере; постоји известан број мањих теракотих „кутија за пепео“ (ларнакс), фарбаних далеко грубље, обично у једној боји. То је једини објекат са низом наративних сцена минојског погребног ритуала. Каснији саркофази пронађени у д- били су украшени апстрактним дизајном и шарама. Вероватно је био коришћен за сахрану принца.
Пружа вероватно најсвеобухватнију иконографију пред-хомерске thysiastikis церемоније и један од најбољих предмета са подацима о погребним обичајима код племића када је Крит био под микенском влашћу, комбинујући карактеристике минојског и микенског стила и тематике, уз вероватан утицај Религије старог Египта.

## Опис
Све четири стране саркофага су у потпуности офарбане у неколико боја, користећи технику фрески која се иначе налази само на минојским сликама на зидовима, а понекад на подовима и плафонима. Свака од дугих страна има дугачки део са наративном сценом верског ритуала. Једна од кратких бочних страна има отприлике квадратни део са приказом кочије са две фигуре, вероватно богиња, док их вуче грифон (вероватно два), изнад којих лебди велика птица. На другом бочном крају су две сцене, горња скоро у потпуности недостаје, али вероватно садржи поворку мушких фигура. Доња сцена поново има две фигуре у колима које вуку два коња. 
Ове сцене су окружене орнаменталним ивицама које покривају преостале области. Оне су упоредиве са декоративним ивицама око минојских зидних слика, иако су веће у односу на фигуре. Орнамент укључује ролне, пруге и редове розета. Непосредно изнад и испод наративних сцена на дугим странама налазе се танке празне (беле) траке, у које се на врху увлаче неки елементи сцена. На бочним странама траке су мешавина боја.
За разлику од ларнакса, саркофаг нема поклопац, а очито није ни постојала намера да се постави. Такође има дренажне рупе. 

### Наративне сцене
Дугачке осликане сцене приказују фазе свете церемоније која се обављала приликом сахрањивања значајних личности. У средини једне од дугих страна саркофага (овде се назива „задња“ страна, чисто ради лакшег описа) је сцена са жртвовањем бика, који лежи везан на олтару налик столу. Испод олтара су најмање две мање животиње, различито описане као телад, јелени или козе, вероватно модели од теракоте попут оних које се носе на другој страни, или праве које чекају да буду жртвоване. Иза овога је мушка фигура која свира на аулос двострукој флаути. Он је обојен црвеном бојом по уобичајеној минојској конвенцији, за разлику од бело обојених жена. 
На левој страни сцене су четири женске фигуре у профилу, окренуте ка олтару. Само предња је комплетна, јер недостаје комад гипса, а осталима недостају горњи делови тела. Предња фигура има велику круну са дугим перјаницама, вероватно од перја. Она држи руке испред себе, отворених дланова. Овај део има жуту позадину, која се на олтару мења у белу. Крв која се излива са олтарског стола пада у канту или ритон на десној страни овог одељка. 
У последњем делу боја позадине се поново мења у плаву која је сада прилично мутна. Женска фигура са сукњом или кецељом од чупаве животињске коже окренута је од бика удесно. Она има испружене руке преко зделе на постољу или олтару. Као у ваздуху поред ње су приказана украшена ваза и здела са округлим предметима налик воћу. Испред овога је штап са лабрис двоструком секиром на врху и црном птицом која седи на њој. Ово има карирану основу; или је ово можда корак до коначног елемента, било олтара или зграде (у том случају вероватно гробнице). На врху су четири симбола Рогова посвећења, а такође и дрво. Обе структуре у овом делу сцене имају декорацију укључујући спиралне ролне и пруге, која је упоредива са оним на ивицама саркофага. 
Наративна сцена на другој дугачкој страни (која се овде назива "предња") такође је подељена у три зоне са различитим бојама позадине. На левој страни, са белом позадином, налазе се три фигуре окренуте лево. Прво, жена која носи кецељу од коже, празни украшену вазу или канту у велики метални котао; ово би могла бити крв жртве са друге стране, можда као призивање душе покојника. Чини се да котао стоји на троношцу и стоји између два стуба на украшеним основама. На стубовима се налазе симболи лабриса и птице изнад њих. Иза прве жене богато одевена жена са круном носи две посуде на јарму преко рамена. Иза ње човек обучен у дугачку одору свира лиру са седам жица. Ово је најранија слика лире позната у Грчкој.  Ова сцена подсећа на опис код Хомера, где је мртвима била потребна крв.
У централном делу, са плавом позадином, тројица мушкараца са кожним кецељама или килтовима окренута су удесно и носе моделе животиња (вероватно бикова) и чамац. Чини се да се приближавају јединој фигури у десном делу, са белом позадином. Он је статична мушка фигура окренута лево, без руку и стопала, која носи одећу налик огртачу пуне дужине, са златним ивицама; претпоставља се да он представља мртваца који прима поклоне (и чамац за свој пут на онај свет).  Мртвац стоји испред онога што је вероватно сложени улаз у његову гробницу, поред дрвета, и три степеника. 

## Старост
Недавна ископавања на истом месту у 20. веку омогућила су да се датирање саркофага пооштри до 1370-1320 године пре нове ере, што се поклапа са крајем 18. династије у Египту, периодом екстензивног контакта између Крита и Египта, што је омогућило да се технички и ликовни елементи саркофага везују за сличне декоративне технике у египатским храмовима и гробницама.  Неке минијатурне скулптуре пронађене на другим местима Крита (Камилари, Арханес) током овог периода су повезане са обожавањем мртвих и постоје трагови правог погребног египатског култа у истом периоду. Погребни култови нису били уобичајени на Криту, али су се практиковали у одређеним случајевима: на гробовима мртвих краљева, или евентуално виших званичника и краљева. 

## Иконографија
Нано Маринатос, чији поглед на минојску религију наглашава теократију којом влада краљевски пар свештеник-краљ и краљица, комбинујући политичке и религиозне улоге (краљица је можда важнија за ову другу), сугерише да сукња од коже одражава блиску укљученост у ритуалне жртве и понуде, и приказује исте краљевске фигуре више пута на саркофагу, посебно краљице, која је приказана у поворци у дугачкој хаљини и перјаној круни, а затим преобучена у сукњу од коже да би водила церемоније.  По њеном мишљењу, у минојској уметности „круну с перјаницом“ носе само божанства, грифони и краљица, која је, по дефиницији, и главна свештеница.  Краљ је приказан само у сукњи од коже. Професорка Маринатос цитира хетитске и сиријске (угаритске) еквиваленте за свештеничко-краљевско пресвлачење како би се означио прелаз у улогама. 
Сцена жртвовања се делимично може тумачити следећим критеријумима из класичне и архајске Грчке који су коришћени у обожавању два скупа божанстава, божанстава неба (ouranioi), и земаљских божанстава (chthonioi): положај руку следбеника, ниво олтара и боја божанства. Положај руку учесника је руке доле, дланови надоле што указује да је призвано божанство хтонско, земаљско божанство које је божанство у епифанији као црна птица на бетилу иза ниског олтара, олтара за хтонију, који има црну боју. Положај грла жртвене животиње, бика, је доле, што указује на то да се жртва приноси хтонију или хтонском божанству. 
Велики олтар је резервисан за оураније, божанства неба. Изнад ниског олтара, хтонског олтара, налазе се два предмета, бокал воде и корпа плодова земље (стандардна египатска икона). Крчаг са водом служи за очишћење учесника жртвовања који перу руке пре жртвовања бика. У класичној Грчкој хтоничком божанству приношени су плодови земље баш као на саркофагу из Агија Тријаде. На великом олтару, олтару за оураније, налазе се рогови освећења и дрво са седам грана. Најчешће, али не увек, рогови освећења налазе се на високим местима у минојској религиозној уметности, што указује на то да су повезани са оуранијама. Дрво са седам грана, може бити дрво које представља регенерацију, а седам грана је египатски број који означава потпуност. 
Постоји седам учесника у сцени жртвовања са рукама обореним длановима надоле, што можда указује на снажну молитву или призивање хтоничног божанства иза ниског олтара у епифанији. Такође, сцена жртвовања има још три елемента уобичајена у жртвовању у класичној Грчкој, присуство свирача фруле, тамјана у руци једног од четири учесника и крчага са водом за прочишћавање. Доба дана приношења жртве је ноћ јер су се хтонски ритуали одвијали током ноћи - оурански ритуали током дана. Радња и сцена жртвовања и сцена либације крећу се с лева на десно. У египатској религији, лева је била страна смрти, а десна страна живота. 

Сцена либације има седам учесника дајући снагу приношењу. Две птице златне боје на бетилима седе на двоструким секирама и највиши су објекти у сцени што указује да су божанства у епифанији. Крв у сцени жртвовања претвара се у воду јер гаси усне „жедних мртвих“ како се помиње у таблама Линеар Б. Мртвац (најнижи предмет) прима "воду" као храну јер се мртви нису хранили чврстом храном, већ течном. Стога су телад симболична храна за мртве. Степенице испред гробнице мртваца, египатски концепт, омогућавају духу мртваца да се попне у царство живих. Дрво на саркофагу у старом Египту представљало је васкрсење или регенерацију. 
- Минојски ларнакс из Каврохорија, Археолошки музеј Хераклиона
- Касноминојски сликани модел бика у теракоти, 1200-1100 п. н. е, висина 35 cm без рогова